# Andrzej Bylicki
Andrzej Maria Bylicki (ur. 17 września 1916 w Krakowie, zm. 24 września 2010 w Warszawie) – polski chemik, profesor Instytutu Chemii Fizycznej Polskiej Akademii Nauk.

## Życiorys
Był synem inżyniera Stanisława Bylickiego h. Pobóg i Róży z Grudzińskich h. Sas. W 1939 ukończył Politechnikę Lwowską. 2 lipca 1939 zawiózł Ignacego Paderewskiego bryczką z Krzeszowic do Tenczynka na spotkanie ze swoim ojcem w jego letniej posiadłości. Po agresji niemieckiej na Polskę we wrześniu 1939 pozostał z rodzicami w majątku rodzinnym w Żyznowie, po czym w drugim tygodniu wojny dołączył do oddziału ułanów 10 Brygady Kawalerii gen. Stanisława Maczka, z którymi wycofał się w kierunku Lwowa. Nie wziął udziału w walkach, był natomiast zaangażowany w ewakuację sprzętu bojowego. Później w okresie okupacji niemieckiej przebywał w Żyznowie, gdzie mimo zajęcia dworu na kwaterę przez sztab niemiecki był zaangażowany w działalność Armii Krajowej pod pseudonimem „Orzeł”. Według wspomnień dowódcy placówki AK Strzyżów Romana Konieczkowskiego Bylicki wraz z bratem Wojciechem użył niemieckiego samochodu sztabowego do wykonania misji przewozu ukrytej w wapnie broni do Krakowa.
Po wojnie ukończył dalsze studia na Uniwersytecie Jagiellońskim (1951). W latach 1951–1961 pracował w Głównym Instytucie Chemii Przemysłowej w Warszawie, w latach 1957–1961 był tam zastępcą kierownika Zakładu Fizykochemii, a w 1957 obronił na Uniwersytecie Warszawskim pracę doktorską. Od 1956 pracował w Instytucie Chemii Fizycznej Polskiej Akademii Nauk, w 1959 został mianowany docentem, w 1965 uzyskał tytuł profesora. W latach 1964–1986 kierował tam Zakładem Fizykochemii Podstawowych Surowców Organicznych, w latach 1965–1968, 1972–1973 i 1977–1980 był zastępcą dyrektora ds. naukowych, w latach 1985–1989 kierował równocześnie Zakładem Karbochemii PAN w Gliwicach.
W latach 1968–1970 i w 1984 był zastępcą przewodniczącego Wydziału III Polskiej Akademii Nauk. Przez kilkadziesiąt lat pełnił wiodącą rolę kierując w Polskiej Akademii Nauk polską szkołą badań nad węglem; kierował m.in. Centralnym Programem Badań Podstawowych "Struktura i własności węgli i podstawy metod ich przetwórstwa". Wybitny specjalista w zakresie fizykochemii mieszanin związków organicznych (ponad 100 publikacji i 16 patentów – m.in. dotyczących pirydyny) i wychował wiele pokoleń chemików, kilkunastu doktorów.
Przez wiele lat (1980–1990) był przedstawicielem Polski w Międzynarodowym Komitecie Unii Naukowych CODATA. Prof. Bylicki był organizatorem sesji Zgromadzenia Ogólnego CODATA w Warszawie. Był członkiem Polskiego Towarzystwa Chemicznego i American Chemical Society oraz prezesem Fundacji im. Wojciecha Świętosławskiego na rzecz Wspierania Nauki i Rozwoju Potencjału Naukowego w Polsce.

## Odznaczenia
Odznaczony m.in.: 
- Krzyżem Komandorskim Orderu Odrodzenia Polski
- Krzyżem Kawalerskim Orderu Odrodzenia Polski
- Złotym Krzyżem Zasługi[9].
- Medalem 40-lecia Polski Ludowej

## Życie prywatne
Z małżeństwa z Teresą Zielińską h. Świnka z Zielonej pozostawił dwóch synów, Benedykta (ur. 1946), działacza polonijnego i kombatanckiego oraz Maksymiliana (ur. 1957), pianistę i dyrektora firm telekomunikacyjnych (Centertel, Netia, Polkomtel, IBM Polska).